# Malmensjöarna
Malmensjöarna är tre små sjöar ca 1,5 km från Strängstorp i Katrineholms kommun. De heter Övre Malmen, som är minst, Mellan-Malmen, som är större, och Nedre Malmen, som är ungefär lika stor som Mellan-Malmen. Vid Mellan-Malmen finns en liten badplats.